# Alsen (Dakota du Nord)
Pour la paroisse suédoise, voir Alsen.
La ville d’Alsen est située dans le comté de Cavalier, dans l’État du Dakota du Nord, aux États-Unis. Sa population, qui s’élevait à 35 habitants lors du recensement de 2010, est estimée à 33 habitants en 2018.

## Histoire
Alsen a été fondée en 1905.

## Démographie
| 1930 | 1940 | 1950 | 1960 | 1970 | 1980 |
| ---- | ---- | ---- | ---- | ---- | ---- |
| 358  | 312  | 114  | 228  | 201  | 169  |

| 1990 | 2000 | 2010 | - | - | - |
| ---- | ---- | ---- | - | - | - |
| 113  | 68   | 35   | - | - | - |

## Source
- (en) Cet article est partiellement ou en totalité issu de l’article de Wikipédia en anglais intitulé « Alsen, North Dakota » (voir la liste des auteurs).

1. ↑  (en) « Population and Housing Unit Estimates » (consulté le 30 septembre 2019)
2. ↑  (en) Bureau du recensement des États-Unis, « Census of Population and Housing » (consulté le 30 août 2013)
3. ↑  (en) « Population Estimates », Bureau du recensement des États-Unis (consulté le 30 septembre 2019)
4. ↑  (en) « Statistiques des États-Unis - Dakota du nord - Profils des comtés de 2010 » (consulté en juin 2021)